# Емил Утиц
Емил Утиц (27 май 1883 – 2 ноември 1956) е чешки философ и психолог от еврейски произход. Получава образованието си в Прага, където е съученик на Франц Кафка. След обучение в Мюнхен, Лайпциг и Прага той става професор в Росток, а от 1925 г. оглавява катедрата по философия в университета Хале-Витенберг. След принудителното си пенсиониране през 1933 г. става професор в Прага. През 1942 г. е депортиран в гетото Терезиенщат, където е ръководител на библиотеката. След освобождението на Терезиенщат през 1945 г. се завръща в Прага. Утиц умира в Йена през 1956 г., докато пътува през Източна Германия, за да изнася лекции.

## Детство и образование
Емил Утиц е роден на 27 май 1883 г. в Розтоки, близо до Прага. Той и сестра му Флора израстват там. Техният баща е Готхолд Утиц (1855–1916), производител на кожени изделия, а майка им се казва Филипина. Като немскоговорещ евреин той получава образование в Прага, първо в пиаристко начално училище, след това в на немски: Altstädter Gymnasium - средно училище в двореца Кински, където Франц Кафка му е съученик. След вземането на матурите си, Утиц учи в Мюнхенския университет. След като започва с право през 1901 г., той се прехвърля към философия, психология, история на изкуството и археология, завръщайки се в Прага през 1903 г., за да учи в Карловия университет, където негов учител е Антон Марти. През 1904 г. той прекарва един семестър в университета в Лайпциг и посещава класовете на Вилхелм Вунд и Йоханес Волкелт. Защитава докторската си степен през 1906 г. под ръководството на Кристиан фон Еренфелс с дисертацията на немски: Wilhelm Heinse und die Ästhetik zur Zeit der deutschen Aufklärung ( Вилхелм Хайнзе и естетика в немското просвещение). По време на следването си той е член на философски кръг, силно повлиян от Франц Брентано. Срещите Кафе Луфър (Café Louvre) включвали Кафка и Оскар Краус.
Утиц също пише стихове. Неговите на немски: Von des Lebens letzten Rätseln: Eine lyrische Symphonie in drei Sätzen (За последнит мистерии на живота: Лирическа симфония в три движения) се появява през 1902 г. и през същата година той използва псевдонима Ернст Лиме, за да публикува сборника на немски: Meine Hochburg (Моята крепост). 

## Академична кариера
След докторската си степен Утиц заминава за Италия, прекарвайки време с Франц Брентано във Флоренция. С подкрепата на Макс Десоар, той намира преподавателска позиция в университета в Росток през 1910 г. и получава хабилитационна квалификация през ноември 1910 г. След това преподава в гимназия в Прага няколко години. Утиц се жени за Отили Шварцкопф, дъщеря на собственик на еврейска фабрика от Сушице, през 1914 г. Те нямат деца. През 1916 г. той получава позиция на кандидат професор в Росток, като става редовен професор през 1924 г. От октомври 1925 г. Утиц оглавява катедрата по философия в университета Хале-Витенберг като наследник на Макс Фришейсен-Кьолер (Max Frischeisen-Köhler). Въпреки че се обръща към протестантството, той е смятан за евреин в контекста на т. нар. Закон за възстановяване на професионалната държавна служба и е спрян от работа през април 1933 г., след което е принуден да се пенсионира без заплащане през октомври 1933 г. Връща се в Прага, където за първи път работи върху на немски: Nachlass на Франц Брентано, след това става наследник на Кристиан фон Еренфелс като глава на катедрата по философия в Германския университет в Прага през октомври 1934 г. Той е принудително пенсиониран през 1938 г. след спорове с нацистки колеги.
Неговите докторанти включват Херман Бошенщайн (на немски: Die Aesthetik des J. P. de Crousaz, Естетиката на Дж. П. де Крюзак, Росток 1924) и Йоханес Гютлинг (на немски: Vergleichende Untersuchungen über das Augenmaß für Strecken und Flächen, Сравнителни изследвания на визуалната преценка за разстояние и площ, Хале 1927).
Произведенията на Утиц включват книги по теория на изкуството, естетика, характерология и културна философия, както и книги за Брентано и Егон Ервин Киш. 

## Терезиенщат
На 30 юли 1942 г. Утиц и съпругата му са депортирани в гетото Терезиенщат. Там той става ръководител на Централната библиотека на гетото, която заработва през ноември 1942 г. Библиотеката отваря с около 4000 книги, повечето от които богословски или научни трудове на иврит или немски. В рамките на една година колекцията нараства до над 48 000 тома. Когато читалнята отваря врати през юни 1943 г., използването е ограничено до читатели, които могат да платят депозит и да преминат интервю с Утиц или друг библиотекар. Утиц, който е един от „видните“ затворници, получаващи специално отношение, участва в културни дейности в Терезиенщат, например като съдия в конкурс за поезия през 1944 г. Той също изнася лекции, една от който е заснета за пропагандния филм Терезиенщат от 1944 г. Ръкописът на операта на Виктор Улман, Кайзерът от Атлантис (Der Kaiser von Atlantis), е спасен от Утиц, когато Улман е депортиран в Аушвиц през октомври 1944 г. и по-късно е даден на Х. Г. Адлер. Утиц и неговата асистентка Кате Старке-Голдшмид, която запазва документите на Терезиенщат, са единственият библиотечен персонал, оцелял до освобождението на Терезиенщат през май 1945 г., и прекарват още три месеца в лагера, за да наблюдават закриването на библиотеката, като 100 000 книги са върнати в Прага. По-късно Ютиц пише книга за психологията на живота в Терезиенщат, която се появява в чешко издание през 1947 г. и в немски превод през 1948 г.

## Късен живот и смърт
След освобождението на Терезиенщат Утиц се завръща в Прага и отново става професор по философия в университета. Като почетен професор той живее в Смихов. Утиц става член на Комунистическата партия на Чехословакия през 1948 г. Докато пътува да изнася лекции в Източна Германия, той умира в Йена на 2 ноември 1956 г. от сърдечен удар.